# فلوريان ألبرت جونيور
فلوريان ألبرت جونيور (بالمجرية: Albert Flórián)‏ هو مدرب كرة قدم ولاعب كرة قدم مجري في مركز الوسط، ولد في 12 ديسمبر 1967 في بودابست في المجر. شارك مع منتخب المجر لكرة القدم. أما مع النوادي، فقد لعب مع نادي النجم الأحمر ونادي فيرينتسفاروشي.

## وصلات خارجية
- فلوريان ألبرت جونيور على موقع اتحاد المجر (الهنغارية)
- فلوريان ألبرت جونيور على موقع ناشيونال فوتبول تيمز (الإنجليزية)